# Trofej prvakinja 1991. (hokej na travi)
3. Trofej prvakinja se održao 1991. godine.

## Mjesto i vrijeme održavanja
Održao se od 13. do 21. rujna 1991.
Utakmice su se igrale u njemačkom gradu Berlinu na Olimpijskom stadionu, usporedno s muškim Prvačkim trofejem.

## Natjecateljski sustav
Ovaj turnir se igralo po jednostrukom ligaškom sustavu. Za pobjedu se dobivalo 2 boda, za neriješeno 1 bod, a za poraz nijedan bod. 
Susrete se igralo na umjetnoj travi.

## Sudionice
Sudjelovale su djevojčadi: domaćina Njemačka, braniteljica naslova J. Koreja, Nizozemska, Australija, Kina i Španjolska.

### Australija
Trener: Brian Glencross
| 1. Kathleen Partridge (vratarka) 2. Debbie Callaghan 3. Liane Tooth 4. Loretta Dorman 5. Lisa Naughton (vratarka) 6. Michelle Hager 7. Alison Peek 8. Lisa Powell | 1. Juliet Haslam 2. Kate Starre 3. Sally Bell 4. Jackie Pereira 5. Tracey Belbin 6. Rechelle Hawkes 7. Sharon Buchanan (kapetanica) 8. Lee Capes |

### Kina
Trener: Zhang Qingyou
| 1. Ding Hongping (vratarka) 2. Wang Yanhong 3. Cai Donghong 4. Yuan Ye 5. Yu Shusheng 6. Wang Yarhong 7. Limai Qin 8. Wu Yanshen | 1. Huping Yang 2. Chen Jianbin (kapetanica) 3. Yang Hongbing 4. Hinzhu Chen 5. Wei Hua 6. Jingling Zhai 7. Wan Wen 8. Shi Yanhui (vratarka) |

### Njemačka
Trener: Rüdiger Hänel
| 1. Susie Wollschläger (vratarka) 2. Bianca Weiss (vratarka) 3. Tanja Dickenscheid 4. Susanne Müller 5. Nadine Ernsting-Krienke 6. Simone Thomaschinski 7. Irina Kuhnt 8. Melanie Cremer | 1. Franziska Hentschel 2. Tina Peters 3. Anke Wild 4. Britta Becker 5. Caren Jungjohann 6. Vanessa van Kooperen 7. Heike Lätzsch 8. Katrin Kauschke |

### Nizozemska
Trener: Roelant Oltmans

Pomoćni trener i menedžer: Franklin Dikmoet

Fizioterapeut: Mark Haak
| 1. Jacqueline Toxopeus (vratarka) 2. Carina Bleeker (vratarka) 3. Caroline Leenders 4. Annemieke Fokke 5. Martine Ohr 6. Carole Thate 7. Carina Benninga (kapetanica) 8. Daniëlle Koenen | 1. Ingrid Wolff 2. Mieketine Wouters 3. Ingrid Appels 4. Florentine Steenberghe 5. Suzan van der Wielen 6. Helen van der Ben 7. Wietske de Ruiter 8. Jeannette Lewin |

### J. Koreja
Trener: Kim Chang-Baek
| 1. Kang Kyung-Ok (vratarka) 2. Yang Hea-Young 3. Sin You-Ri 4. Choi Mi-Soon 5. Cho Eun-Jung 6. Kim Hyun-Young (kapetanica) 7. Oh Seung-Shih 8. Kim Myung-Ok | 1. Lee Eung-Kyung 2. Yang Dong-Sook 3. Kim Jeon-Mi 4. Lee Ji-Young 5. Lee Kwi-Joo 6. Koo Mun-Young 7. Im Gye-Sook 8. Kim Hyung-Soon (vratarka) |

### Španjolska
Trener: José Brasa
| 1. Marívi González (vratarka) 2. Natalia Dorado 3. Virginia Ramírez 4. María Carmen Barea 5. Silvia Manrique 6. Maider Telleria 7. María Ángeles Rodríguez 8. Sonia Barrio | 1. Celia Corres 2. Elisabeth Maragall 3. Teresa Motos 4. Begona Larzabal 5. Mercedes Coghen (kapetanica) 6. Nuria Olivé 7. Inge Michelena 8. María Isabel Martínez (vratarka) |

## Rezultati
- nedjelja,  14. rujna 1991.

| 15:00                                                                      |       |            |                                       |
| Njemačka                                                                   | 3 : 0 | Španjolska | Suci: Christine Asselman Peri Buckley |
| Heike Lätzsch 51.' Nadine Ernsting-Krienke 53.' Britta Becker 67.' (k.u/k) |       |            | Suci: Christine Asselman Peri Buckley |

- ponedjeljak,  15. rujna 1991.

| 17:00                                                    |       |                   |                                           |
| Nizozemska                                               | 3 : 1 | J. Koreja         | Suci: Solabrar Hernandez Sandy Goldthorpe |
| Ingrid Wolff 17.' Ingrid Wolff 28.' Daniëlle Koenen 53.' |       | Mun Young-Koo 5.' | Suci: Solabrar Hernandez Sandy Goldthorpe |

| 13:00             |       |                                                  |                                     |
| Kina              | 1 : 2 | Australija                                       | Suci: Carola Heinrichs Laura Crespo |
| Jianbin Chen 63.' |       | Sharon Buchanan 6.' Sharon Buchanan 56.' (k.u/k) | Suci: Carola Heinrichs Laura Crespo |

- utorak,  16. rujna 1991.

| 14:00                                                            |       |                          |                                   |
| Njemačka                                                         | 2 : 1 | Kina                     | Suci: Miriam van Gemert Lee Mi-Ok |
| Franziska Hentschel 29.' (k.u.) Franziska Hentschel 63.' (k.u/k) |       | Huiping Yang 14.' (k.u.) | Suci: Miriam van Gemert Lee Mi-Ok |

| 17:00                                                       |       |            |                              |
| Nizozemska                                                  | 2 : 0 | Španjolska | Suci: Gaby Hans Laura Crespo |
| Helen van der Ben 18.' (k.u/k) Daniëlle Koenen 55.' (k.u/k) |       |            | Suci: Gaby Hans Laura Crespo |

- srijeda,  17. rujna 1991.

| 14:00 |       |                                      |                                      |
| Njemačka | 4 : 2 | J. Koreja                            | Suci: Miriam van Gemert Peri Buckley |
| Franziska Hentschel 16.' (k.u/k) Franziska Hentschel 47.' (k.u/k) Tanja Dickenscheid 57.' Britta Becker 69.' |       | Mun Young-Koo 10.' Lee Ji-Young 44.' | Suci: Miriam van Gemert Peri Buckley |

| 17:00                                                                                   |       |                                                        |                                           |
| Australija                                                                              | 4 : 2 | Španjolska                                             | Suci: Sandy Goldthorpe Christine Asselman |
| Liane Tooth 16.' (k.u/k) Sally Bell 47.' Jackie Pereira 53.' (k.u/k) Juliet Haslam 58.' |       | Silvia Manrique 32.' (k.u/k) Sonia Barrio 51.' (k.u/k) | Suci: Sandy Goldthorpe Christine Asselman |

- četvrtak,  18. rujna 1991.

| 15:00 |       |                    |                                    |
| Kina  | 0 : 1 | J. Koreja          | Suci: Gaby Hans Solabrar Hernandez |
|       |       | Lee Eun-Kyung 32.' | Suci: Gaby Hans Solabrar Hernandez |

| 17:00      |       |                                             |                                  |
| Nizozemska | 0 : 2 | Australija                                  | Suci: Carola Heinrichs Lee Mi-Ok |
|            |       | Liane Tooth 13.' (k.u/k) Juliet Haslam 65.' | Suci: Carola Heinrichs Lee Mi-Ok |

- petak,  19. rujna 1991.

| 17:00                                                         |       |                                              |                                     |
| Nizozemska                                                    | 2 : 2 | Kina                                         | Suci: Peri Buckley Carola Heinrichs |
| Helen van der Ben 64.' (k.u/k) Helen van der Ben 68.' (k.u/k) |       | Huiping Yang 19.' Huiping Yang 20.' (k.u.) ) | Suci: Peri Buckley Carola Heinrichs |

- subota,  20. rujna 1991.

| 13:00    |       |            |                                       |
| Njemačka | 0 : 0 | Australija | Suci: Solabrar Hernandez Laura Crespo |
|          |       |            | Suci: Solabrar Hernandez Laura Crespo |

| 17:00                                                              |       |                          |                                          |
| Španjolska                                                         | 3 : 1 | J. Koreja                | Suci: Sandy Goldthorpe Miriam van Gemert |
| Teresa Motos 5.' Teresa Motos 10.' María Carmen Barea 15.' (k.u/k) |       | Lee Ji-Young 69.' (k.u.) | Suci: Sandy Goldthorpe Miriam van Gemert |

- nedjelja,  21. rujna 1991.

| 11:00                                 |       |                                                    |                           |
| Španjolska                            | 2 : 2 | Kina                                               | Suci: Lee Mi-Ok Gaby Hans |
| Natalia Dorado 30.' Teresa Motos 45.' |       | Hongbing Yang 38.' (k.u/k) Yanshen Wu 60.' (k.u/k) | Suci: Lee Mi-Ok Gaby Hans |

| 15:00      |       |          |                                       |
| Nizozemska | 0 : 0 | Njemačka | Suci: Peri Buckley Christine Asselman |
|            |       |          | Suci: Peri Buckley Christine Asselman |

| 17:00                                    |       |                     |                                          |
| Australija                               | 2 : 1 | J. Koreja           | Suci: Miriam van Gemert Carola Heinrichs |
| Jackie Pereira 50.' Rechelle Hawkes 59.' |       | Dong Sook-Jang 16.' | Suci: Miriam van Gemert Carola Heinrichs |

## Završni poredak
```
 1. 
 Australija           5    4    1    0     (10: 4)      
 9
 
 2. 
 Njemačka             5    3    2    0     ( 9: 3)       
8

 3. 
 Nizozemska           5    2    2    1     ( 7: 5)       
6

 4. 
 Španjolska           5    1    1    3     ( 7:12)       
3
 
 5. 
 Kina                 5    0    2    3     ( 6: 9)       
2
 
 6. 
 J. Koreja            5    1    0    4     ( 6:12)       
2
```

| Pobjednice             |
| ---------------------- |
| Australija Prvi naslov |

## Najbolje sudionice
| Hokejašica          | Pogodaka  |
| ------------------- | --------- |
| Franziska Hentschel | 4 pogotka |
| Teresa Motos        | 3 pogotka |
| Helen van der Ben   | 3 pogotka |
| Huipin Yang         | 3 pogotka |